# Stolichnaya
Stolichnaya (russisch Столичная, deutsche Transkription: Stolitschnaja) ist ein in mehreren Brennereien aus Getreide hergestellter Wodka. Es gibt heute zwei Versionen des Wodkas. Das Unternehmen Sojusplodoimport stellt sein Produkt in Russland weiterhin unter dem Namen Столичная her, während die in Luxemburg ansässige SPI Group ihre international vertriebene Version in Lettland produziert und in einigen Märkten, z. B. in den USA und in der Schweiz, seit 2022 unter dem Namen Stoli vertreibt. In Deutschland wird der in Lettland produzierte Wodka hingegen von Simex Vertrieb weiterhin als Stolichnaya vertrieben.

## Hintergrund
Der Name des Wodkas bedeutet „aus der Hauptstadt (Moskau) kommend“, der Löwenanteil der Produktion wurde auch in der Moskauer Destillerie Cristall (Vorbesitzer bis 1918 war Iwan Smirnow) hergestellt. 2022 gab die SPI Group bekannt, bei der Produktion des Wodkas in Lettland auf russisches Ethanol als Grundstoff verzichten zu wollen und diesen stattdessen aus der Slowakei zu beziehen. Bereits seit 2013 wurde die Spirituose nicht mehr als russischer Wodka vermarktet.
Stolichnaya gehört außerhalb Russlands zur in Luxemburg ansässigen SPI Group und wird von Teamspirit weltweit vertrieben. In den Vereinigten Staaten wurde Stolichnaya Vodka ab 1972 durch PepsiCo vertrieben, die im Austausch dafür Pepsi in der Sowjetunion verkaufen konnten.
Der Markenname erscheint international, auch in Deutschland, in der englischen Transkription Stolichnaya.
Als direkte Reaktion auf den russischen Überfall auf die Ukraine gab die Konzernleitung im März 2022 bekannt, die Marke nur noch unter ihrem bisherigen Spitznamen Stoli zu vermarkten. In Deutschland wird der in Lettland produzierte Wodka jedoch von Simex Vertrieb immer noch unter dem Namen Stolichnaya vertrieben.
Das Etikett der Flaschen zeigt traditionell eine stilisierte Zeichnung des Moskauer Hotel Moskwa (bei der neu gestalteten Flasche von Stoli ist das nicht mehr der Fall).
Seit den frühen 2000er Jahren gab es zahlreiche Rechtsstreitigkeiten um die Verwendung der Marke Stolichnaya, besonders zwischen der SPI Group und Sojusplodoimport. Unter anderem entschied der österreichische Oberste Gerichtshof 2020, dass Sojusplodoimport in Österreich Inhaber der Markenrechte ist. Die Tochtergesellschaft von SPI in den USA, Stoli Group USA, hat im Dezember 2024 Insolvenz nach Chapter 11 angemeldet. Deren Geschäftsführer hat unter anderem die langjährigen kostspieligen Rechtsstreitigkeiten mit Russland als Grund für den Bankrott angeführt. In den Benelux-Staaten wurden die Markenrechte für Stolichnaya und Moskovskaya im März 2024 im Zusammenhang mit der Vollstreckung des Schiedsspruchs aus dem Yukos-Schiedsverfahren beschlagnahmt.

## Auszeichnungen
Stolichnaya Wodka gewann eine Goldmedaille auf der Weltausstellung in Brüssel 1958. Wenig später wurde er auf der Leipziger Messe 1963 ebenfalls mit einer Goldmedaille ausgezeichnet. Beide Ehrungen zieren noch heute das Etikett der Stolichnaya-Flaschen.

## Sorten
- Stolichnaya Vodka
- Stolichnaya Elit (элит)
- Stolichnaya Blue (50 % Alkoholgehalt)
- Stolichnaya Gold (früher: Stolichnaya Cristall)
- Stolichnaya Stoli Blakberi (aromatisiert Brombeer)
- Stolichnaya Stoli Razberi (aromatisiert Himbeer)
- Stolichnaya Stoli Citros (aromatisiert Zitrone)
- Stolichnaya Stoli Oranj (aromatisiert Orange)
- Stolichnaya Stoli Peachik (aromatisiert Pfirsich)
- Stolichnaya Stoli Strasberi (aromatisiert Erdbeer)
- Stolichnaya Stoli Vanil (aromatisiert Vanille)
- Stolichnaya Gala Apple (aromatisiert Apfel)